# Барзён
Барзён (фр. Barzun) — коммуна во Франции, находится в регионе Аквитания. Департамент — Атлантические Пиренеи. Входит в состав кантона Валле-де-л’Ус и дю Лагуэн. Округ коммуны — По.
Код INSEE коммуны — 64097.

## География

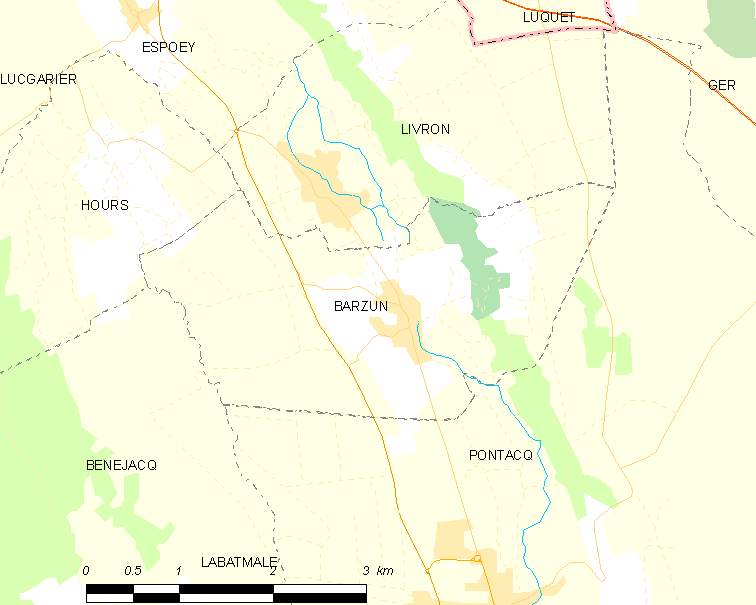
Карта коммуны

Коммуна расположена приблизительно в 660 км к югу от Парижа, в 185 км южнее Бордо, в 22 км к юго-востоку от По.
По территории коммуны протекают реки Ус и Усер (фр. Oussére).

### Климат
Климат тёплый океанический. Зима мягкая, средняя температура января — от +5°С до +13°С, температуры ниже −10 °C бывают редко. Снег выпадает около 15 дней в году с ноября по апрель. Максимальная температура летом порядка 20-30 °C, выше 35 °C бывает очень редко. Количество осадков высокое, порядка 1100 мм в год. Характерна безветренная погода, сильные ветры очень редки.

## Население
Население коммуны на 2010 год составляло 595 человек.
| 1962 | 1968 | 1975 | 1982 | 1990 | 1999 | 2010 |
| ---- | ---- | ---- | ---- | ---- | ---- | ---- |
| 409  | 365  | 363  | 401  | 455  | 464  | 595  |

## Администрация
| Период | Период | Фамилия             | Партия | Примечания |
| ------ | ------ | ------------------- | ------ | ---------- |
| 1995   | 2001   | Альфред Пра-Бернашо |        |            |
| 2001   | 2020   | Морис Менвьель      |        |            |

## Экономика
В 2010 году среди 385 человек трудоспособного возраста (15-64 лет) 296 были экономически активными, 89 — неактивными (показатель активности — 76,9 %, в 1999 году было 73,7 %). Из 296 активных жителей работали 269 человек (156 мужчин и 113 женщин), безработных было 27 (6 мужчин и 21 женщина). Среди 89 неактивных 28 человек были учениками или студентами, 42 — пенсионерами, 19 были неактивными по другим причинам.

## Достопримечательности
- Церковь Св. Викентия (1854 год)[4]

## Фотогалерея

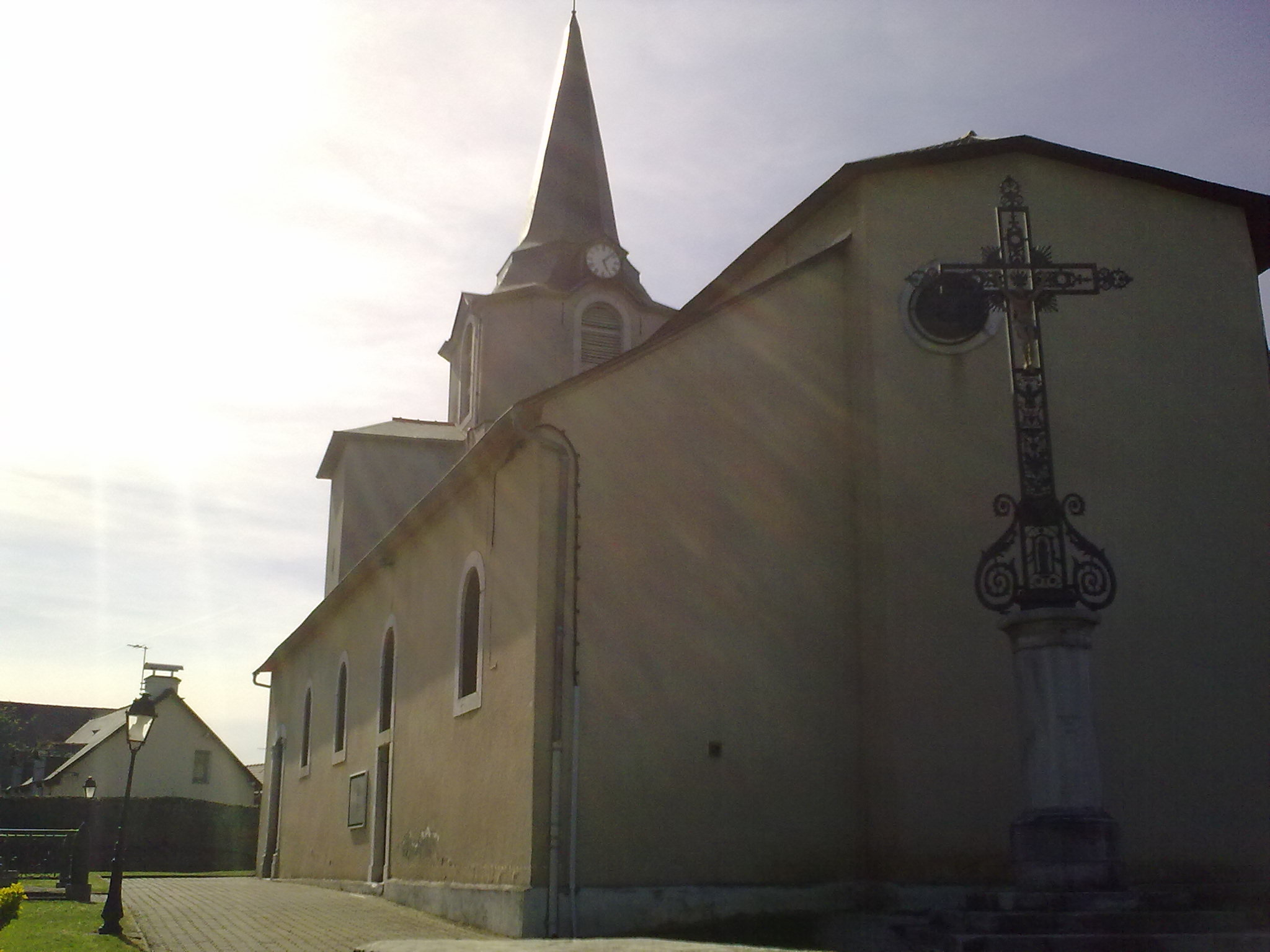
Церковь Св. Викентия
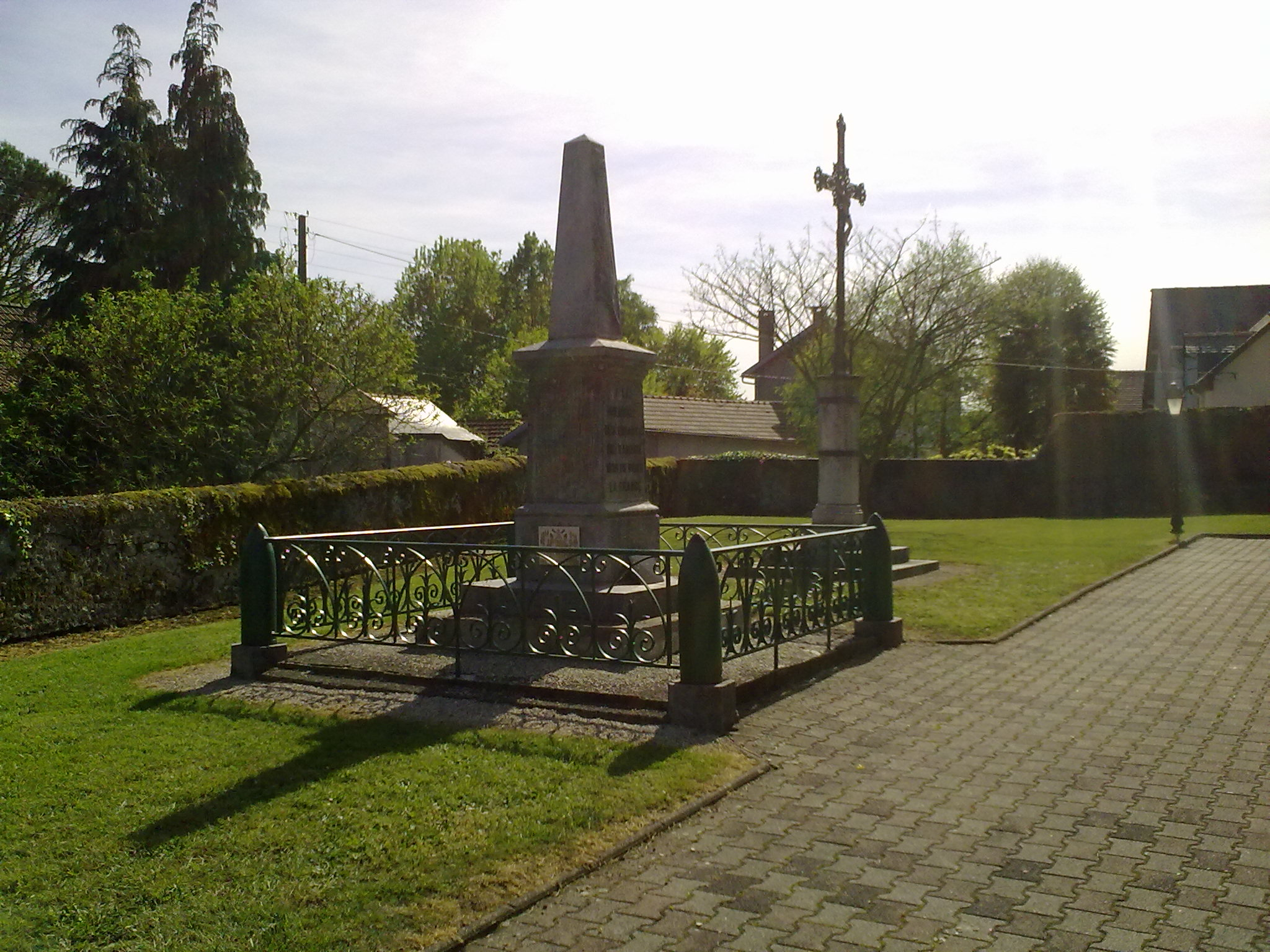
Военный мемориал
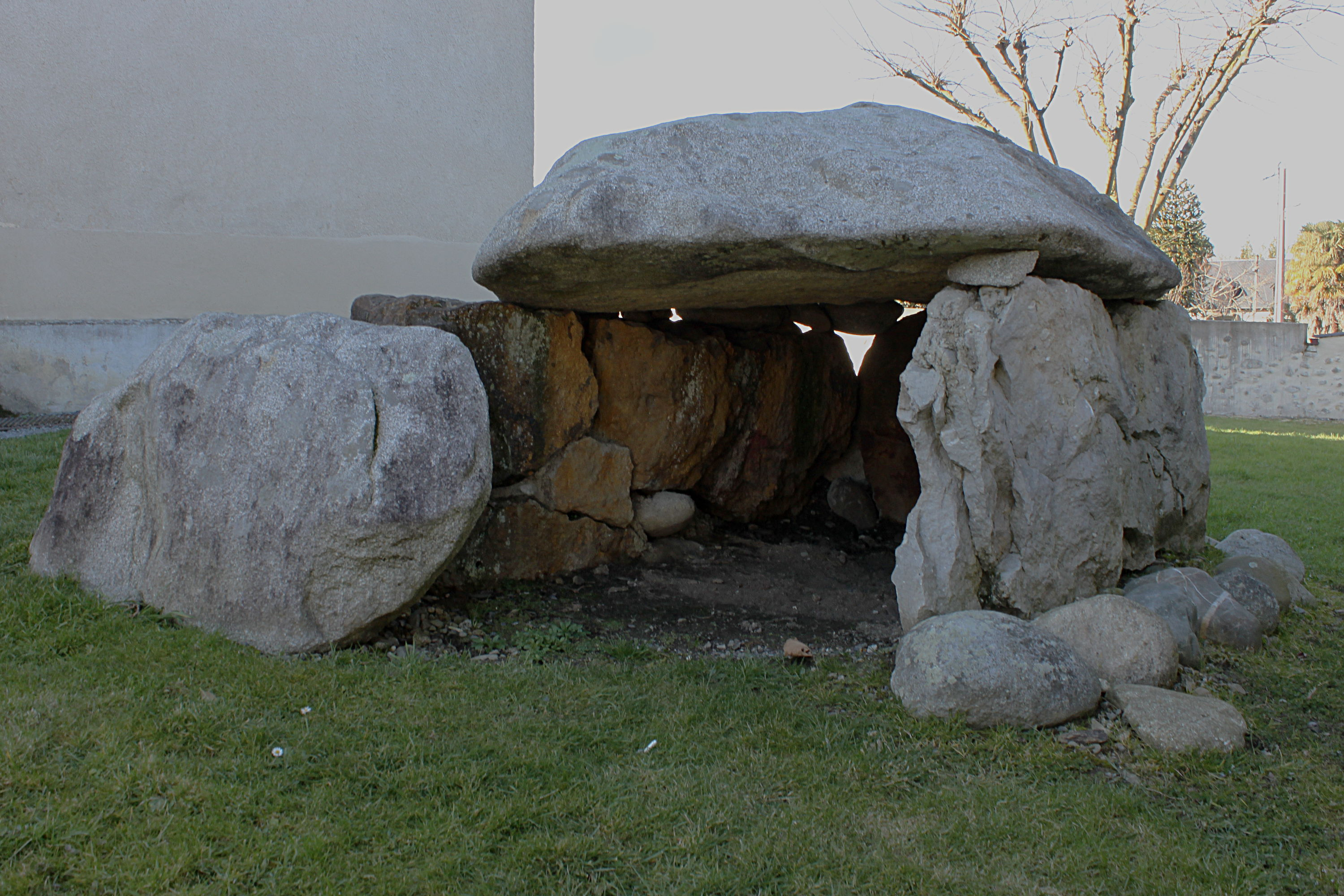
Дольмен